# 1945年俾路支地震
1945年俾路支地震是指1945年11月28日於當地時間在凌晨2點56分54秒發生於英属印度莫克兰土邦沿海的強烈地震。該次地震震中位於在巴基斯坦俾路支省沿海（北緯24.927度，東經63.601度），規模為MW 8.0－8.1，震源深度为15公里，最大烈度可達到了為10（X）度。這場地震也導致了讓震央的附近地區至少有300人罹难，甚至有些講法認為罹難人数可能達到為4,000人。這場地震也是在1945年全年地震規模最大的地震，因此也被美国地质调查局列入了1945年顯著地震列表。

## 发震背景
巴基斯坦位于在阿拉伯板块和印度板块的交界处，讓整体速度相对于欧亚板块而言为35毫米到40毫米/年。处于该国西南部的俾路支省一带，它长期以来受到了阿拉伯板块岩石圈浅层的正断层的作用。阿拉伯板块在巴基斯坦和伊朗的马克兰海岸处俯冲到欧亚板块之下，并逐渐的向北变深。在20世纪，俾路支省发生了很多次强烈的地震，其中最为严重的一次地震是发生在1935年5月當時芮氏規模為7.3的大地震。這場地震摧毁了该省数个城市，結果卻導致造成了至少有3.5万人罹難。

## 海嘯
這場地震也引發了一場巨大海嘯。根据在美国国家海洋和大气管理局的自然災害数据库，震中距離為94公里的位于在巴基斯坦西部的渔港伯斯尼观测到了浪高高度為17公尺的巨大海啸。而且震中在距離為3,340公里的位于在非洲东部的塞舌尔沿岸也观测到了浪高高度為0.3公尺到0.5公尺的巨小海啸。
这場巨大海啸也導致了讓巴基斯坦境内的伯斯尼、卡拉奇和奥尔马拉这三个地方各有100人到1,000人罹難。根据在各地的记录到，遭受到了巨大海啸的影响，除了在今巴基斯坦造成了傷亡外，在印度领土范围内也至少有26人罹難。